# Теркапле
Теркапле — деревня в муниципалитете Фриске Маррен в провинции Фрисландия, Нидерланды. В 2017 году его население составляло около 220 человек.
Впервые он упоминается в 13 веке в Каппельге и означает часовня. Это относится к частной часовне семьи Оенема возле их дома. Большая часть земли вокруг Теркапле и соседних деревень Терхерне и Акмарийп принадлежала семье Оэнеме. Голландская реформатская церковь была построена в 1854 году как замена средневековой церкви на том же месте, что и часовня. В 1840 году в Теркапле проживало 107 человек.
До 2014 года Теркапле входил в состав муниципалитета Скарстерлан, а до 1984 года — в состав Утингерадиля.